# أحمد ماهر باشا
}}
الدكتور أحمد ماهر باشا (1888 - 24 فبراير 1945) رئيس وزراء مصر لفترتين الأولى من 8 أكتوبر 1944 حتى 15 يناير 1945، والثانية من 15 يناير 1945 حتى 24 فبراير 1945. كان عضواً في حزب الدستوريين السعديين، وقد عينه الملك فاروق رئيساً للوزراء إثر إقالته مصطفى النحاس باشا.
والده محمد ماهر باشا وكيل وزارة الحربية ومحافظ القاهرة من أعيان شراكسة مصر. وهو الأخ الشقيق للسياسي علي ماهر باشا.
بعد توليه الوزارة، دعا إلى انتخابات جديدة عارض أن يترشح فيها أعضاء الإخوان المسلمين، بعدما استصدر فتوى ضدهم. ثم أعلن ماهر الحرب على دول المحور في الحرب العالمية الثانية التي كانت تضع أوزارها، وذلك للمشاركة في الغنائم الدبلوماسية في نهاية تلك الحرب. فوراً بعد توقيعه قرار الحرب تم اغتياله في البرلمان من قبل مصطفى عيسوي (28 سنة). وبالرغم من ظن الكثيرين أن عيسوي كان من الإخوان المسلمين، إلا أنه كان عضواً في حزب الوفد.

## حياته

صورة نشرتها جريدة المصور في 1941 لمائدة الإطار رسمية في شهر رمضان أقامها أحمد ماهر باشا في قصره.

ولد أحمد محمد ماهر باشا في حي العباسية بمدينة القاهرة، يوجد تاريخان لمولد أحمد ماهر باشا، الأول أورده محمد السوادي في كتابه أقطاب مصر بين الثورتين، وهو عام 1885، والثاني 1885 الذي أورده الدكتور يونان لبيب رزق، في كتابه تاريخ الوزارات في مصر.
وهو من أصل شركسي، كان والده محمد ماهر باشا، وكيلاً لوزارة الحربية عام 1894، في عهد الخديوي عباس حلمي الثاني، عندما أهان الخديوي اللورد كتشنر سردار الجيش المصري والحاكم العام للسودان.
تخرج ماهر باشا من كلية الحقوق عام 1908. مارس المحاماة لمدة عامين، ثم سافر عام 1910 إلى مونپلييه ليدرس القانون والاقتصاد في جامعتها ثلاث سنوات ونال منها درجة الدكتوراه.
بعد تخرجه، قام عام 1913 بالتدريس لمدة ثمان سنوات في مدرسة التجارة العليا حيث ارتبط مع النقراشي باشا بصداقة وثيقة، فتزاملا وسارا معاً تحت راية سعد زغلول، كما التحقا بأجهزة عبد الرحمن فهمي السرية.

## حياته السياسية

### وزارة المعارف
أُثيرت شكوك حول صلته بالجماعات التي كانت تقتل الاحتلال الإنجليزي لمصر عام 1922، واعتقل مع النقراشي بعد مصرع حسن باشا عبد الرازق وإسماعيل زهدي في نفس السنة ولكن لم يثبت أي اتهام ضده.

### مجلس النواب
انتخب عضواً بمجلس النواب عام 1924، ولم تمضي شهورا قليلة على عضويته لمجلس النواب حتى اختاره سعد زغلول وزيراً للمعارف في أكتوبر عام 1924 ولم يكن يحمل في ذلك الوقت من الألقاب سوى لقبه العلمي. وكان شفيق منصور أحد المتهمين الساسيين في اغتيال السردار في مكتب أحمد ماهر بعد وقوع الجريمة. قبض على ماهر باشا في مايو 1925 وحوكم في قضية الاغتيالات السياسية مع النقراشي، وشكل سعد زغلول هيئة للدفاع عنهما، كان على رأسها المحامي المغوار آنذاك مصطفى النحاس باشا، الذي حصل لهما على البراءة بعد أقل من عام.
اختير مرة ثانية عضواً في مجلس النواب وأصبح رئيساً للجنة الميزانية والمحاسبة في البرلمان. وفي أغسطس 1927 قام بتمثيل مصر في المؤتمر البرلماني الدولي في ريو دي جانيرو ولكنه عاد فوراً عندما علم بوفاة سعد.
أصبح مديراً لجريدة البلاغ الوفدية وأعيد انتخابه نائباً عام 1930. ورافق الوفد المصري في مفاوضات المعاهدة في ذلك العام كخبير مالي.
تولى رئاسة تحرير جريدة كوكب الشرق الوفدية عام 1934. وانتخب نائباً ثم رئيساً لمجلس النواب في مايو 1936 وعضواً في وفد مفاوضات المعاهدة وفي مؤتمر مونتريه.

### القصر والإنجليز
بعد رحيل الزعيم سعد زغلول، كما رأى أحمد ماهر والنقراشي أحقيتهما في شغل موقع سكرتيري الحزب أكثر من مكرم عبيد لأسبقيتهما في الارتباط بسعد زغلول ودورهما في الكفاح السري الذي كاد يعرضهما للموت أكثر من مرة. كانت المنافسة بين ماهر والنقراشي من جانب والنحاس ومكرم من جانب آخر أشبه بمقدمة للانشقاق، الذي حدث بين عامي 1937 و 1938، بعد أن خرج ماهر وغالب والنقراشي مع مجموعة من شباب «الوفد» وشكلوا الهيئة السعدية.
وكان أحمد ماهر يسعى للصلح بين القصر والوفد واجتمع مع شقيقه علي ماهر لهذا الغرض بحضور أمين عثمان. وما جرى في اجتماع الهيئة البرلمانية الوفدية جعله يتوقف عن محاولاته.
ولكن الملك بلسان علي ماهر يحدد شروطه للسفير وهي:
1. - حل حركة القمصان الزرقاء.
2. - قبول مرشح الملك لمقعد في مجلس الشيوخ، وهو عبد العزيز فهمي بدلاً من مرشح الوفد فخري عبد النور.
3. - تعهد النحاس بالتشاور مع الملك في أي قرار خاص بالتعيين في المنماصب المهمة قبل اتخاذ أي قرار وزاري.

ويوافق النحاس على حل القمصان الزرقاء ولكنه يرفض التناول في مسألة تعيين عضو مجلس الشيوخ، لأن فيها ضياعاً وإهداراً لماء الوجه.
وتبقى عدة مسائل معلقة لم يتم التوصل فيها إلى حل وهي الحكومة في تقديم مشروعات القوانين إلى البرلمان دون استشارة القصر على موافقته مقدماً، وحقها في تعيين الموظفين وفصلهم حتى درجة سكرتير عام أية وزارة.
وفي اليوم التالي، 24 ديسمبر، يلتقي أمين عثمان وهو وسيط السفير البريطاني أكثر مما هو وسيط للنحاس – بعلي ماهر.
قال رئيس الديوان:
«ما يشغلني الآن أمان البلاد وأمن صاحب الجلالة نفسه وقد سحبت اختصاص الإشراف على البوليس من يوسف الدندي الوكيل البرلماني لوزراة الداخلية  وهو وفدي – وعهدت به إلى حسن رفعت باشا وكيل وزراة الداخلية.»
وتثير هذه المسألة غضب النحاس، لأن رئيس الديوان ليس له حق التدخل في مثل هذه الأمور!
ويجتمع السفير بأحمد ماهر رئيس مجلس النواب يوم 26 ديسمبر الذي يبدو متشائماً من إمكان حل الأزمة بين القصر والوفد.
قال أحمد ماهر للسفير:
```
«
أعتقد أن الوقت سينتهي بتعيين محمد محمود باشا رئيس حزب الأحرار الدستوريين رئيساً للوزارة.
»
```

وأضاف السفير:
```
:: من السخف أن تتوقف المفاوضات وتختفي الحلول للخلاف حول تعيين 
عبد العزيز فهمي
. أبلغ أخاك علي ماهر.
```

ولكن أحمد ماهر لا يبدو ميالاً إلى ذلك.
وفي الوقت نفسه تراجع علي ماهر عن وعده بإقناع فاروق تسهيل عمل الحكومة والتعاون معها إذا حل النحاس القمصان الزرقاء.
ويفطن السفير إلى مؤمرات علي ماهر وهي أنه وافق النحاس على أحد مطالب القصر فإن علي ماهر يثير مشكلة جديدة لتعقيد الموقف.
وتتركر لقاءات السفير بالمسئولين المصريين لمنع إقالة النحاس من رئاسة الوزارة كما تكررت بنفس الصورة المكثفة بعد خمس سنوات لتعيين النحاس رئيساً للوزراة في 4 فبراير 1942!
التقى السفير لآخر مرة بعلي يوم 28 ديسمبر. لام السفير رئيس الديوان، لأنه لم يلتزم بوعوده لحل الأزمة.
اعتذر علي ماهر، وأطال الحديث عن ظروف التي تغيرت.
قال:
```
سأذهب الآن للقاء النحاس وأوجه إليه إنذاراً نهائياً وأعرض عليه مقترحات جديدة تماماً فإذا لم يوافق عليها النحاس
سأقول له إن صاحب الجلالة لا يستطيع العمل مع الحكومة الحالية وأطلب منه تشكيل حكومة ائتلافية.
```

أجاب السفير:
```
لا أعرف لماذا يوافق النحاس على تشكيل مثل هذه الحكومة وعنده أغلبية برلمانية مؤيدة.
```

وعندما ينصرف رئيس الديوان، يتصل السفير تليفونياُ بالنحاس ويبلغه المقترحات التي سيقدمها علي ماهر ويقول له:
```
:: أحذرك. لا ترفض هذه المقترحات فوراً.
```

قال النحاس:
```
سأقول له لا بد من استشارة زملائي.
```

قدّم علي ماهر إنذاراً إلى النحاس بأن يشكل حكومة ائتلافية، أو يقبل التحكيم في المسألة الدستورية من لجنة تضم رؤساء الوزارات السابقين ورؤساء مجلس النواب والشيوخ السابقين ووزراء العدل السابقين ووزير العدل الحالي ورئيس الوزراء النحاس.
ويتصل أمين عثمان بالسفير قائلاً:
```
مكرم عبيد أبلغني بأنه يرى أن تشكيل لجنة الحكماء تعتبر حلاً غير عملي فكلهم معادون للوفد.
والحل الأمثل تشكيل لجنة من أعضاء مجلس النواب والشيوخ للتحكيم في الخلاف هو الحل الأمثل.
```

رفض النحاس اقتراحات علي ماهر مفضلاً لجنة برلمانية والأغلبية للوفد في البرلمان فيقبل فاروق – يوم 30 ديسمبر – النحاس وهو – فاروق – في الثامنة عشرة من العمر ويقول في كتاب الإقالة «شعبنا لم يعد يؤيد طريقة الوزارة في الحكم»!
وكان النحاس يهدد بحشد البرلمان ضد فاروق، فسبقه الملك وأقاله قبل أن يجمع النحاس البرلمان لمساندة الدستور.
لم يدافع الإنجليز عن مصطفى النحاس، ولم يصروا على بقائه في الحكم فقد أدى مهمته لحسابهم ووقع معاهدة 1936 ورأوا الوقوف على الحياد مما يعني تأييدهم للملك. وهو ما حدث عام 1944 عندما أقال فاروق النحاس للمرة الثانية.
وعندما أراد وزير الدولة البريطاني المقيم في الشرق الأوسط كيسي الدفاع عن النحاس عام 1944 جاءت برقية من وزراة الخارجية البريطانية تقول له: :: لا تتدخل!
وكانت الحرب العالمية الثانية في مراحلها الأخيرة والإنجليزية ليسوا في حاجة إلى النحاس الذي حرص على وقوف مصر كلها معهم وعندما انتهت معمته خذلوه مرة أخرى كما فعلوا عام 1937.
وجد الملك صحيفة البلاغ تؤيده في هذا العمل غير الدستوري.
كتب عباس محمود العقاد الذي كان قد انقلب على الوفد:
```
«الحق مع الملك. ومن نصر الملك فقد نصر الحق ونصر الأمة. ومن تولّى فعليه لعنة الحق من الأمة».
```

وقال تحت عنوان «زالت دولة المهرجين»:
```
"
نادى المهرجون النحاس أو الثورة فنادى الناس لا الثورة ولا النحاس
.
```

ويغري ذلك الملك بتكرار إقالة الوزارات وحل البرلمان.
وإذا كان الإنجليز قد فضلوا البقاء على الحياد في الصراع بين الملك ورئيس وزرائه، فإن الإنجليز بعد خمس سنوات في 4 فبراير 1942 لفرض النحاس رئيساً للورزاة.
وإذا كان فاروق قد أقال النحاس في الأيام الأخيرة من السنة فإنه كرر ذلك عام 49 عندما طلب إلى إبراهيم عبد الهادي رئيس الوزراء الاستقالة ليلة العيد وقال إنها هدية العيد للشعب!
| الوزير                        | الوزارة                                         |
| ----------------------------- | ----------------------------------------------- |
| إبراهيم دسوقي أباظة           | وزارة المواصلات                                 |
| أحمد باشا عبد الغفار          | وزارة الزراعة                                   |
| أحمد ماهر باشا                | وزارة الداخلية                                  |
| السيد سليم                    | وزارة الدفاع الوطني                             |
| حافظ باشا رمضان               | وزارة العدل                                     |
| راغب بك حنا                   | وزارة التجارة والصناعة                          |
| طه بك محمد عبد الوهاب السباعي | وزارة التموين                                   |
| محمد حسين هيكل                | وزارة الشئون الإجتماعية، وزارة المعارف العمومية |
| محمود باشا غالب               | وزارة الشغال العمومية                           |
| محمود فهمي النقراشي           | وزارة الخارجية                                  |
| مصطفى عبد الرازق              | وزارة الأوقاف                                   |
| مكرم عبيد                     | وزارة المالية                                   |

| الوزير                        | الوزارة                 |
| ----------------------------- | ----------------------- |
| إبراهيم دسوقي أباظة           | وزارة المواصلات         |
| أحمد باشا عبد الغفار          | وزارة الزراعة           |
| أحمد ماهر باشا                | وزارة الداخلية          |
| السيد سليم                    | وزارة الدفاع الوطني     |
| حافظ باشا رمضان               | وزارة العدل             |
| حفني بك محمود                 | وزارة التجارة والصناعة  |
| راغب بك حنا                   | وزير دولة               |
| طه بك محمد عبد الوهاب السباعي | وزارة التموين           |
| عبد الرازق السنهوري           | وزارة المعارف           |
| عبد المجيد بك بدر             | وزارة الشئون الإجتماعية |
| محمود باشا غالب               | وزارة الأشغال العمومية  |
| محمود فهمي النقراشي           | وزارة الخارجية          |
| مصطفى عبد الرازق              | وزارة الأوقاف           |
| مكرم عبيد                     | وزارة المالية           |

## اغتياله
كان أحمد ماهر باشا من أنصار دخول مصر الحرب العالمية الثانية إلى جانب الإنجليزي، لأن ذلك من وجهة نظره، سيعطي الجيش المصري خبرة ميدانية يفتقدها، فهو جيش لم يدخل حرباً منذ عهد محمد علي، لذلك فهو غير قادر علي حماية مصر حماية قناة السويس، وهي الذريعة التي تتذرع بها بريطانيا لإبقاء قواتها في مصر.
في 24 فبراير 1945 عقد البرلمان المصري جلسته الشهيرة لتقرير إعلان الحرب على المحور والوقوف بجانب الحلفاء وانضمام مصر للأمم المتحدة، ومع ارتفاع حدة المعارضة بين مؤيد للمحور ومساند للحلفاء اضطر أحمد ماهر إلى عقد جلسة سرية مع مجلس النواب شرح لهم فيها المكاسب التي ستحصل عليها مصر في حال الإعلان الرسمي للحرب ضد المحور ودعم الحلفاء. وأخيرا اقتنع مجلس النواب بما أوضحه أحمد ماهر لهم من بيانات وحجج وأسانيد، واستطاع أن يحصل على تأييد شبه جماعي لإعلان الحرب على المحور. وبعد الحصول على الموافقة الرسمية للبرلمان قرر ماهر التوجه مباشرة إلى مجلس الشيوخ لطرح حجته عليهم (يذكر أن المسافة بين البرلمان ومجلس الشيوخ قريبة جداً)، وأثناء مروره بالبهو الفرعوني قام شاب يدعى محمود العيسوي بإطلاق النار عليه وقتله في الحال.
بعد الحادث أُلقي القبض على حسن البنا وأحمد السكري وعبد الحكيم عابدين وآخرين من جماعة الإخوان المسلمين والتي كان يعتقد أن العيسوي عضواً فيها، ولكن بعدها بأيام تم الإفراج عنهم بسبب اعتراف العيسوي بانتمائه للحزب الوطني.
وبعد الإفراج عن قيادات الجماعة لم يذكر أي أحد منهم علاقته بالعيسوي ولكن في سنوات لاحقة ثبتت علاقة الجماعة بالعيسوي، ومنها شهادة الشيخ أحمد حسن الباقوري في مذكراته الشخصية والتي حملت اسم «بقايا ذكريات» حيث يقول: "وأما النظام الخاص فلم يكن المنتسبون إليه معروفين إلا في دائرة ضيقة ولآحاد معروفين، وقد كان لهؤلاء اجتماعاتهم الخاصة بهم، وربما كانوا يعملون في جهات مختلفة يجهل بعضها بعضا جهلاً شديداً. ومن سوء حظ الدعوة أن هذا النظام الخاص رأى أن ينتقم لإسقاط المرشد في الانتخابات بدائرة الإسماعيلية. وكان من أشد المتحمسين لفكرة الانتقام هذه محام شاب يتمرن على المحاماة في مكتب الأستاذ عبد المقصود متولي، الذي كان علما من أعلام الحزب الوطني وهو المحامي الشاب محمود العيسوي. فما أعلنت حكومة الدكتور أحمد ماهر باشا الحرب على دول المحور لكى تتمكن مصر – بهذا الإعلان – من أن تمثل في مؤتمر الصلح إذا انتصرت الديمقراطية على النازية والفاشية. رأى النظام الخاص أن هذه فرصة سنحت للانتقام من رئيس الحكومة، ووجه محمود العيسوى إلى الاعتداء على المرحوم أحمد ماهر باشا، فاعتدى عليه في البرلمان بطلقات سلبته حياته التي وهبها لمصر منذ عرف الوطنية رحمه الله رحمة واسع".
في الوقت نفسه كان العيسوي قد أقر عند القبض عليه أنه ينتمي للحزب الوطني المعارض وأنه أقدم على فعلته ليمنع قرار دخول مصر الحرب مع إنگلترا، وتؤكد مصادر أخرى أن العيسوي كان محامي متدرب في مكتب عبد الرحمن الرافعي.